# Бромдезоксиуридин

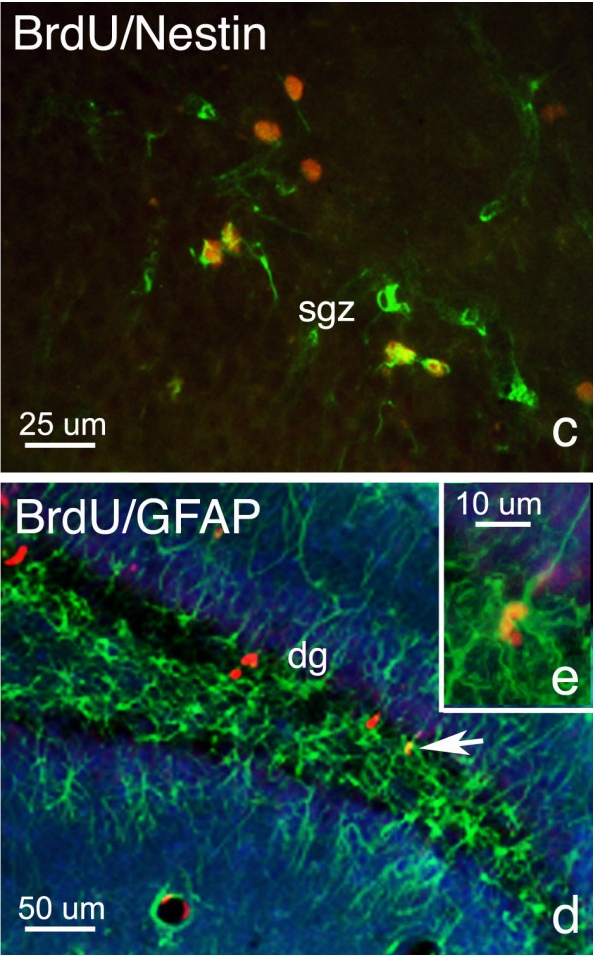
Нейрогенез в гиппокампе: БДУ позволяет выявлять пролиферирующие клетки в субгранулярной зоне зубчатой извилины

Бромдезоксиуридин (5-бромо-2'-дезоксиуридин) (англ. Bromodeoxyuridine), сокращённо БДУ (англ. BrdU) — синтетический нуклеозид, аналог тимидина, используемый для выявления пролиферирующих клеток в живых тканях, для изучения репликации ДНК,  для дифференциальной окраски сестринских хроматид.
Во время S фазы клеточного цикла  BrdU  способен заменять тимидин в процессе репликации ДНК, встраиваясь в новую ДНК. Иммуногистохимическое окрашивание с антителами к бромдезоксиуридину позволяют обнаружить включённый модифицированный нуклеозид, тем самым выявляя пролиферирующие клетки. Для успешного иммуногистохимического выявления инкорпорированного бромдезоксиуридина требуется денатурировать ДНК.
Бромдезоксиуридин является довольно сильным мутагеном, потому требует осторожности в обращении.